# 7.62×38mmR

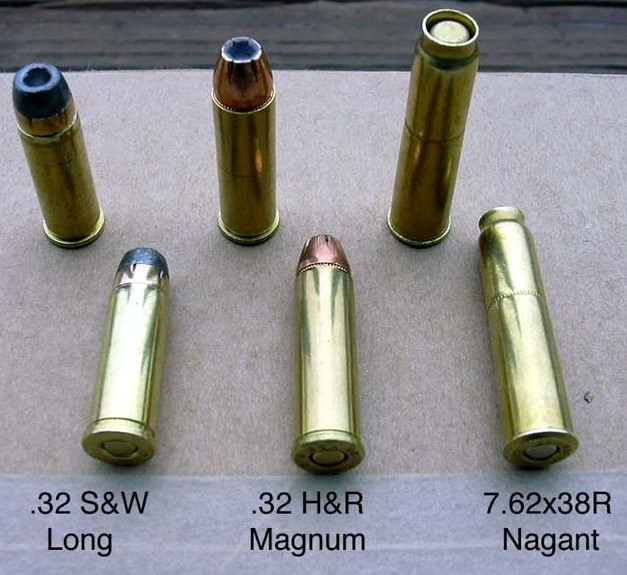

7.62×38mmR (7.62 mm 나강 및 카트리지, 타입 R로도 알려짐)은 러시아의 나강 M1895 리볼버에 사용하기 위해 설계된 탄약 카트리지이다.
표도르 토카레프가 설계한 소수의 실험적인 기관단총 (예: 토카레프 1927)도 7.62 mm 나강 탄약으로 생산되었다. 그러나 그 어떤 것도 소련군에 채택되지 않았다.

## 배경
1894년 레옹 나강이 자신의 가스 밀봉 리볼버를 위해 설계하고 다음 해 러시아에서 .44 S&W 러시아 카트리지를 대체하기 위해 채택된 7.62×38R 카트리지는 발사 시 총구 부분이 확장되어 총열과 실린더 사이의 틈새에서 가스가 새는 것을 방지하여 총구 속도를 향상시키는 가스 밀봉을 형성한다.
전하는 바에 따르면, 니콜라이 2세 차르는 무연 화약이 장전된 카트리지가 구식 흑색 화약 .44 S&W 러시아 카트리지보다 병사들의 발사 위치를 덜 눈에 띄게 할 것이라고 생각하여 7.62×38R 카트리지에 관심을 가졌다.

## 설명
이 카트리지는 108 gr (7.0 g)의 전피갑탄 (FMJ) 탄두를 사용하며, 탄두는 탄피의 총구 아래에 위치하고 총구는 탄두 위에서 압착된다. 탄피는 림이 있으며, 탄피의 총구는 총열의 후방으로 들어가도록 설계되었다. 네스(Ness)와 윌리엄스(Williams)에 따르면, 탄피 총구의 모양은 제조업체마다 다르다. 러시아 군용 탄약은 납 코어와 니켈 재킷을 가지고 있었다.
나강 M1895 리볼버의 가스 밀봉은 실린더를 앞으로 이동시켜 발사될 약실이 총열의 후방 부분을 감싸고 카트리지의 총구 부분이 실제로 총열에 들어가게 한다. 발사 시 카트리지의 총구 부분이 확장되어 '포싱 콘'을 형성하여 가스 밀봉을 완성한다. 호그(Hogg)에 따르면, 가스 밀봉은 15 미터 매 초 (50 ft/s)의 총구 속도 증가를 제공하며, 슈팅 일러스트레이티드(Shooting Illustrated) 잡지는 21 m/s (70 ft/s)의 증가를 추정했다.
7.62×38mmR 탄두는 .30구경 탄약치고는 비교적 잘 작동한다. M1895 114.5 mm (4.51 in) 총열에서 발사될 경우, 탄두는 20 m (66 ft) 거리에서 20 cm (7.9 in)의 화이트 파인 보드를 관통할 수 있다. .44 S&W 러시아와 비교하여, 7.62×38mmR은 더 가볍고, 더 빠른 속도와 관통력을 가지고 있지만 저지능은 떨어진다.
탄약의 성능은 출처에 따라 크게 다르다. 호그(Hogg)에 따르면, M1895는 108그레인 탄두를 305m/s (1,000 ft/s)로 발사하여 325 줄 (240 ft/lb)의 총구 에너지를 제공했다. 네스(Ness)와 윌리엄스(Williams)는 다음과 같은 수치를 제공한다: 108그레인 탄두를 285 m/s (940 ft/s)로 추진하여 284 J의 총구 에너지를 제공한다. 톰슨(Thompson)은 일부 출처에서는 총구 속도가 271 m/s (890 ft/s)라고 하고 다른 출처에서는 총구 속도가 327 m/s (1,070 ft/s)라고 언급한다. 전하는 바에 따르면, 피에페르는 108그레인 FMJ 탄두를 221 m/s (730 ft/s)로 발사하는 탄약을 생산했지만, 러시아 군용 탄약은 더 많은 추진제를 사용하여 108그레인 FMJ 탄두를 336 m/s (1,100 ft/s)로 추진했다.
피오키의 현대 탄약은 총구 속도가 229 m/s (750 ft/s)로, 구형 리볼버에서도 사용 가능하다. 네스(Ness)와 윌리엄스(Williams)에 따르면, 피오키 탄약은 97그레인 재킷 원통형 원뿔형 탄두를 300 m/s (980 ft/s)로 추진한다. 프르비 파르티잔 탄약은 98그레인 탄두와 225 m/s (740 ft/s)의 총구 속도를 가지며, 160 J의 에너지를 제공한다.
2006년 현재, 많은 수의 M1895 리볼버가 예비 또는 준군사 조직에 남아 있으며, 일부 가스 밀봉 표적 리볼버는 러시아와 체코에서 여전히 제조되고 있다. 2000년대 초반에 수천 정의 소련 리볼버와 수백만 발의 탄약이 이전 바르샤바 조약 기구 국가에서 미국으로 수출되었다.

## 탄약의 수제 장전

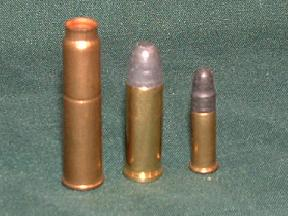
7.62×38R (7.62 나강) 카트리지 (왼쪽)와 .32 S&W 롱 카트리지 및 .22 LR 카트리지의 비교.

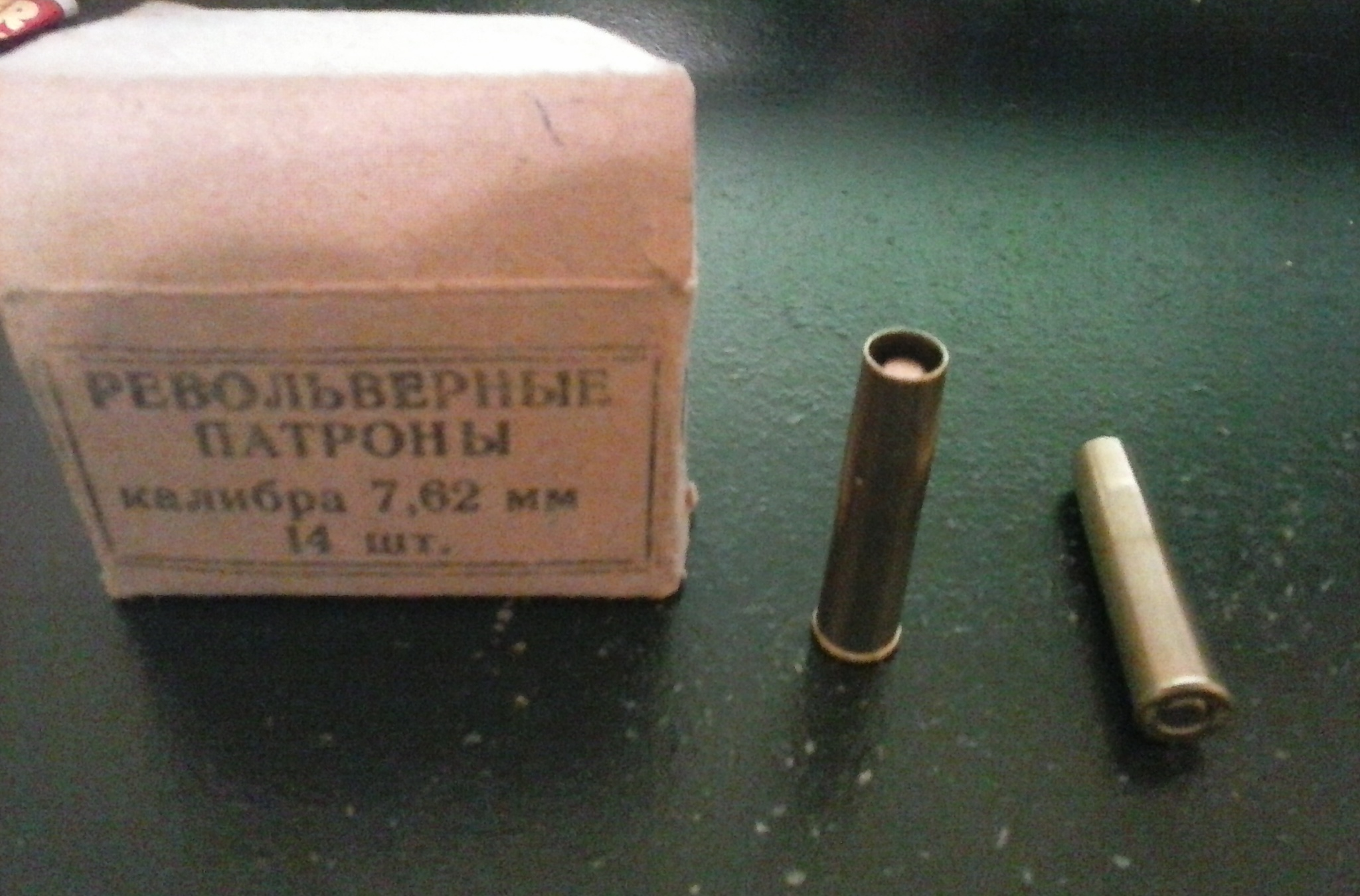
7.62×38R 소련 군용 탄약

이 구경의 많은 사용자들은 직접 탄약을 장전한다. 적절한 황동 탄피는 또한 비싸고 구하기 어렵다. 수제 장전가들은 .32-20 윈체스터와 .30 카빈 다이를 사용하여 탄약을 성공적으로 장전했다. 32-20 윈체스터 황동 탄피는 저렴하고 쉽게 구할 수 있으며, 7.62×38R용 총에서 안전하게 재성형하여 사용할 수 있지만, 결과로 생성되는 카트리지는 가스 밀봉을 달성하기에는 너무 짧다. .223 레밍턴 황동 탄피를 .30 카빈 다이에서 재성형하여 나강에 장전할 수도 있다. 이것들은 가스 밀봉을 달성하지만, 탄피 림이 작을 것이다.
다른 세 가지 카트리지인 .32 S&W, .32 S&W 롱, 그리고 .32 H&R 매그넘도 일반적으로 리볼버에 장전되어 발사되지만, 가스 밀봉을 달성하지는 못한다. .32 S&W/H&R의 탄피 머리 부분은 나강 카트리지의 탄피 직경과 거의 같은 크기이므로, 탄피 머리 부분이 때때로 실제로 약실 안으로 들어가 적절한 뇌관 타격을 방해할 수 있다. 이 카트리지들과 원래 7.62×38mmR 카트리지 사이의 치수 차이 때문에, 이러한 관행은 사수 자신의 위험 부담으로 이루어진다. 특히 .32 H&R 매그넘은 7.62 나강 또는 19세기 후반에 개발된 두 .32 S&W 카트리지보다 훨씬 높은 압력을 발생시킨다. 이러한 카트리지를 발사할 때 가장 흔한 이상 현상은 탄피가 부풀어 오르는 것이다.

## 사용자
- 동독[12]
- 틀:나라자료 Poland[12]
- 틀:나라자료 Russian Empire[13]
- 틀:나라자료 Russian Federation[5]
- 소련[14]

## 같이 보기
- 7.62mm 구경
- 7mm 구경
- 림식 탄약 목록
- 권총 탄약 목록
- 권총 및 소총 탄약표

### 참고 문헌
- Hogg, Ian V. (1986). 《The Complete Handgun: 1300 to the Present》. New York, NY: Gallery Books. ISBN 978-0-8317-4365-9.
- Ness, Leland; Williams, Anthony G, 편집. (2006). 《Jane's Ammunition Handbook 2006-2007》 (영어) 15판. Surrey: Jane's Information Group. ISBN 978-0-7106-2746-9.
- Thompson, Leroy (2022). 《Soviet Pistols: Tokarev, Makarov, Stechkin and others》 (영어). Bloomsbury Publishing. ISBN 978-1-4728-5349-3.